# Acrophymus lobipennis
Acrophymus lobipennis är en insektsart som beskrevs av Miller, N.C.E. 1949. Acrophymus lobipennis ingår i släktet Acrophymus och familjen gräshoppor. Inga underarter finns listade i Catalogue of Life.